# Антонио Санини
Антонио Санини (на испански: Antonio Zanini) е испански автомобилен състезател, рали пилот.
Започва кариерата си в рали-състезания като навигатор през 1967 година, а като пилот участва от 1970 година с кола „Симка“, постига едно трето място.
В своята биография на пилот, печели два пъти Рали „Полски“, печели Рали „Коста Браво“. В България, през 70-те години, е многократен участник в Рали „Златни пясъци“, печели го през 1979 и 1980 година с автомобили „Фиат 131“ и „Порше 911“. Най-големите му успехи са през 1976 година (става 3-ти в Рали „Монте Карло“) и 1980 година когато става Европейски шампион, със значителна преднина през асове като Валтер Рьорл, Ари Ватанен, Хану Микола и др.